# 袁耀發
袁耀發（1981年2月26日—），別名袁子皓，出生於香港，為香港歌手、演員，於2001年台灣發行首張同名EP，當時唱片公司為新亞洲娛樂集團（前身為稻草人製作有限公司）。2002年參演台視偶像劇《再見螢火蟲》第一男主角，並發行國語《再見螢火蟲原聲大碟》。

## 音樂專輯
- 2001年《袁耀發同名EP》
- 2002年《再見螢火蟲原聲大碟》
- 2005年《親愛的妳在哪裡》中國版精選專輯
- 2007年《花落隨》
- 2016年《別對我太好》

## 電視劇
- 2002年 台灣台視《再見螢火蟲》飾 顧子謙
- 2011年 中國江苏卫视《活佛济公2》
- 2011年 中國央視《野鴨子》
- 2012年 中國央視《野鴨子2》

## 電影
- 2007年《意亂情迷》
- 2009年《變身契約》
- 2011年《天使不孤独》
- 2012年《福建女孩》

## 獎項
- 2004年 中國無錫音樂節最佳新人獎
- 2007年 中國朝陽流行音樂周－網路十大流行金曲評選第七名：親愛的妳在哪裡
- 2010年 2009年度雪碧中國原創音樂流行榜內地新人
- 2011年 音樂先鋒榜頒獎典禮樂壇進步獎